# Mūzī Bon
Mūzī Bon (persiska: موزی بن) är en ort i Iran.   Den ligger i provinsen Mazandaran, i den norra delen av landet, 180 km nordost om huvudstaden Teheran. Mūzī Bon ligger 13 meter över havet och antalet invånare är 246.
Terrängen runt Mūzī Bon är platt. Runt Mūzī Bon är det ganska tätbefolkat, med 111 invånare per kvadratkilometer. Närmaste större samhälle är Sari, 5,4 km söder om Mūzī Bon. Trakten runt Mūzī Bon består till största delen av jordbruksmark.